# Presença de Anita
Presença de Anita est une série télévisée brésilienne diffusée en 2001 par Rede Globo.